# Линдтман, Антти
Антти Илмари Линдтман (фин. Antti Ilmari Lindtman; род. 11 августа 1982, Вантаа, Уусимаа) — финский политический деятель. Лидер Социал-демократической партии Финляндии. Депутат эдускунты (парламента Финляндии) от избирательного округа Уусимаа с 2011 года. Председатель городского совета Вантаа.

## Биография
Родился 11 августа 1982 года.

### Политическая карьера
В декабре 2019 года на голосовании Линдтман занял второе место и уже в сентябре 2023 года сменив Санну Марин, был избран новым лидером Социал-демократической партии Финляндии.

#### Критика
В октябре 2016 года выяснилось, что Линдтман передал спикерам парламента секретные списки, в которых он предлагал, кому из депутатов следует по очереди выступать на пленарных заседаниях. У выступавших сложилось впечатление, что списки были результатом внутреннего соглашения парламентской группы, в то время как Линдтман принял решение единолично. Это разоблачение привело к резкой критике действий Линдтмана со стороны членов парламентской группы, после чего Линдтман извинился за свои действия.